# Kortelisy
Kortelisy (ukrainska: Корте́ліси) är en by i Volyn oblast i nordvästra Ukraina med 1 213 invånare.

## Andra världskriget
Den 23 september 1942 massakrerade medlemmar ur tyska reservpoliskompaniet Nürnberg byns befolkning på 2 892 invånare. Därefter brändes byn.
Byn har återuppbyggts.